# Artes Mechanicae
Artes mechanicae (mehanske umetnosti) so srednjeveški koncept urejenih praks ali veščin, pogosto primerjan s tradicionalnimi sedmimi svobodnimi umetnostmi (artes liberales). Imenujejo se tudi servilne in vulgarne , od antičnih časov pa so veljale za neprimerne za svobodnega človeka, saj so služile osnovnim potrebam.

## Pregled
Johannes Scotus Eriugena (9. stoletje) jih je nekoliko poljubno razdelil na sedem delov:
- vestiaria (krojenje, tkanje)
- agricultura (kmetijstvo)
- architectura (arhitektura, zidanje)
- militia in venatoria (vojskovanje in lov, vojaško izobraževanje, "borilne veščine")
- mercatura (trgovina)
- coquinaria (kuhanje)
- metallaria (kovaštvo, metalurgija)[2]

Hugo Svetoviktorski (12. stoletje) v svojem Didascaliconu namesto trgovine, kmetijstva in kuhanja vključuje navigacijo, medicino in gledališko umetnost. Hugovo ravnanje nekoliko dviguje mehanično umetnost, kot je bila določena za izboljšanje človeštva, kar naj bi predstavljalo naraščajoč trend med poznim srednjeveškim vekom.
Razvrstitev artes mechanicae kot uporabne geometrije je v zahodno Evropo uvedel Dominicus Gundissalinus (tudi Domingo Gundisalvi, filozof in prevajalec arabščine v srednjeveško latinščino, ki je deloval v Toledu) (12. stoletje) pod vplivom njegovih branj v arabski znanosti.
V 19. stoletju se je mehanična umetnost nanašala na nekatera področja, ki so danes znana kot inženirstvo. Uporaba izraza je bila očitno poskus ločevanja teh področij od ustvarjalnih in umetniških prizadevanj, kot so uprizoritvene umetnosti in likovna umetnost, ki so bile za takratni višji razred in inteligenco. Mehanska umetnost je veljala tudi za praktično področje tistih, ki niso prihajali iz dobrih družin.
Sorodna fraza, uporabna umetnost, verjetno zajema mehanično umetnost in obrtništvo na splošno.
Najbolj znana raba izraza mehanična umetnost (in tista, v kateri se danes najpogosteje srečuje) je v zakonu Morrill Land-Grant College.